# 六四绿卡
六四绿卡，是指1989年六四天安门事件后美国政府发放给1989年6月4日到1990年4月11日之间在美国停留过的所有中华人民共和国公民的绿卡。美国国会为此特别通过了《1992年中国学生保护法案》。
《1992年中国学生保护法案》的通过，还使得1990年美国总统乔治·H·W·布什签署的第12711号总统令中规定的“暂时禁止将中国国民驱逐出境”成为永久性条款。
上述法案规定，给予中华人民共和国公民的永久居留权名额如超出当年规定限额，将从次年的移民名额空间中减去相应数量。制定该法案的目标是为了使中国学生在六四事件之后免遭政治迫害。

## 获得该绿卡的名人
- 封从德、柴玲夫妻
- 施一公
- 张剑飞
- 陶宏开
- 张益唐
- 赵继成
- 唐骏[1]
- 艾未未（后因1993年4月其父親艾青患病，他返回北京照顧父親並放棄了美國居民身份）[2][3]